# Prospalta sublucens
Prospalta sublucens är en fjärilsart som beskrevs av W. Warren 1912. Prospalta sublucens ingår i släktet Prospalta och familjen nattflyn. Inga underarter finns listade i Catalogue of Life.